# Греки в Італії

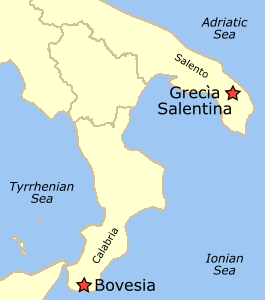
Грекомовні райони в Саленто та Калабрії

Грецька присутність в Італії починається з міграцій торговців та колоніальних компаній у 8 столітті до нашої ери і продовжується до теперішнього часу. В даний час існує етнічна меншина, відома як народ Гріко , яка мешкає в південноіталійських регіонах Калабрія ( провінція Реджо-Калабрія ) та Апулія, особливо на півострові Саленто, в межах стародавньої області Велика Греція, яка говорить на діалекті грецької, що називається Гріко .  Вважається, що вони є залишками давньої  та середньовічної грецької громади, яка століттями жила на півдні Італії. Грецька громада здавна існувала і у Венеції, нинішньому центрі грецької православної архієпархії Італії та Мальти, яка до того ж була візантійською провінцією до X століття та утримувала територію в Мореї та на Криті до 17 століття. Поряд із цією групою, менша кількість недавніх мігрантів з Греції живе в Італії, утворюючи еміграційну громаду в країні. Сьогодні багато греків у Південній Італії дотримуються італійських звичаїв та культури, переживаючи асиміляцію.

## Античність

Грецька діаспора 6 століття до н.е.

У VIII і VII століттях до нашої ери з різних причин, включаючи демографічну кризу (голод, перенаселеність, зміна клімату та ін.), пошук нових торгових точок і портів та вигнання з батьківщини, греки розпочали великий колонізаційний рух, у т.ч. південною Італією. 
У цей же час грецькі колонії були створені в місцях, так широко відокремлених, як східне узбережжя Чорного моря і Массалія (Марсель). Вони включали поселення на Сицилії та прибережні райони південної частини Італійського півострова.  Римляни називали район Сицилії та підніжжя  Італії Великою Грецією, оскільки вона була настільки густо заселена греками . Стародавні географи розходилися між собою щодо того, включав цей термін Сицилію чи просто Апулію та Калабрію — Страбо.

## Середньовіччя
У період раннього середньовіччя до Великої Греції з Греції та Малої Азії прийшли нові хвилі греків, оскільки Південна Італія залишалася під владою Східної Римської імперії . Хоча більшість грецьких жителів Південної Італії став де-еллінізувати і більше не говорили по- грецьки, на подив невелика Griko  меншість до сих пір існує в Калабрії і в основному в Саленто . Griko - назва мови, що поєднує давні доричні, візантійські грецькі і італійські елементи. Існує багата усна традиція та фольклор Гріко, який зараз, хоча і колись численний, обмежений лише кількома тисячами людей. Записи про те, що Велика Греція є переважно грекомовна, відносяться до XI століття (кінець Візантійської імперії, що зазвичай називають Східною Римською імперією). Нагадаємо, що Римська імперія стала настільки величезною, що для адміністративних цілей вона була розділена на дві частини.
Міграція візантійських грецьких вчених та інших емігрантів з Візантії під час занепаду Візантійської імперії (1203–1453) і головним чином після падіння Константинополя в 1453 до XVI століття, розглядається сучасними вченими як вирішальна у відродженні грецької та Римські студії, мистецтва та науки, а згодом і в розвитку гуманізму епохи Відродження .  Цими емігрантами були граматики, гуманісти, поети, письменники, друкарі, викладачі, музиканти, астрономи, архітектори, науковці, художники, книжники, філософи, вчені, політики та теологи. 
У десятиліття після османського завоювання Константинополя багато греків почали селитися на територіях Венеціанської Республіки, в тому числі і в самій Венеції. У 1479 р. У Венеції проживало від 4000 до 5000 грецьких жителів .  Більше того, це була одна з економічно найсильніших грецьких громад того часу за межами Османської імперії .  У листопаді 1494 р. греки у Венеції попросили дозволу, і їм було дозволено заснувати братство, Scuola dei Greci,  благодійне та релігійне товариство, яке мало свій комітет та офіцерів, що представляли інтереси процвітаючої грецької громади. Це було перше офіційне визнання правовим статусом грецької колонії венеціанською владою.  У 1539 р. грекам Венеції було дозволено розпочати будівництво власної церкви - Сан-Джорджо-дей-Гречі, яка донині стоїть у центрі Венеції на сьогоднішній день на Ріо-деї-Греці . 

## Сучасна Італія
Незважаючи на те, що більшість грецьких мешканців Південної Італії повністю латинізувались у середні віки (як багато стародавніх колоній, таких як Пестум, були вже в IV столітті до нашої ери), осередки грецької культури та мови залишились і збереглися до нашого часу. Це пов’язано з тим, що міграційні шляхи між південною Італією та материковою Грецією ніколи не припиняли існувати повністю.
Так, наприклад, греки повторно колонізували регіон у 16-17 століттях. Це сталося у відповідь на завоювання Пелопоннесу турками-османами. Особливо після падіння Короні (1534) велика кількість греків та албанців шукали і отримували притулок у районах Калабрії, Саленто та Сицилії. Греки з Короні - так звані коронійці - належали до знаті і приносили із собою значне рухоме майно. Вони отримали спеціальні пільги та звільнились від оподаткування. Інша частина греків, які переїхали до Італії, походила з регіону Мані на Пелопоннесі. Маніоти були відомі своїми гордими військовими традиціями та кривавими вендеттами (інша частина цих греків переїхала на Корсику). Ці міграції зміцнили обезлюднений італійський південь культурно життєвим і військовим елементом.
Коли італійські фашисти здобули владу в 1922 році, вони переслідували грекомовне населення в Італії. 

## Гріко
Люди Гріко - група населення в Італії, грецького походження, яка існує донині в італійських регіонах Калабрія та Апулія .  Народ Гріко традиційно розмовляв мовою гріко, формою грецької мови, що поєднувала давньодорійські та візантійські грецькі елементи. Деякі вважають, що витоки мови гріко в кінцевому підсумку можуть бути віднесені до колоній Великої Греції. Греки були домінуючим елементом населення деяких регіонів на півдні Італії, особливо Калабрії, Саленто, частин Луканії та Сицилії до 12 століття.   Протягом останніх століть Гріко зазнали сильного впливу католицької церкви та латинської культури, і в результаті багато Гріко стали в основному асимільованими  в загальноприйняту італійську культуру, хоча колись численними. Мова Griko серйозно загрожує з - за зміни мови до італійської і великомасштабної внутрішньої міграції в міста в останні десятиліття.  В даний час громада Гріко нараховує 60 000 членів.  

## Переселенці

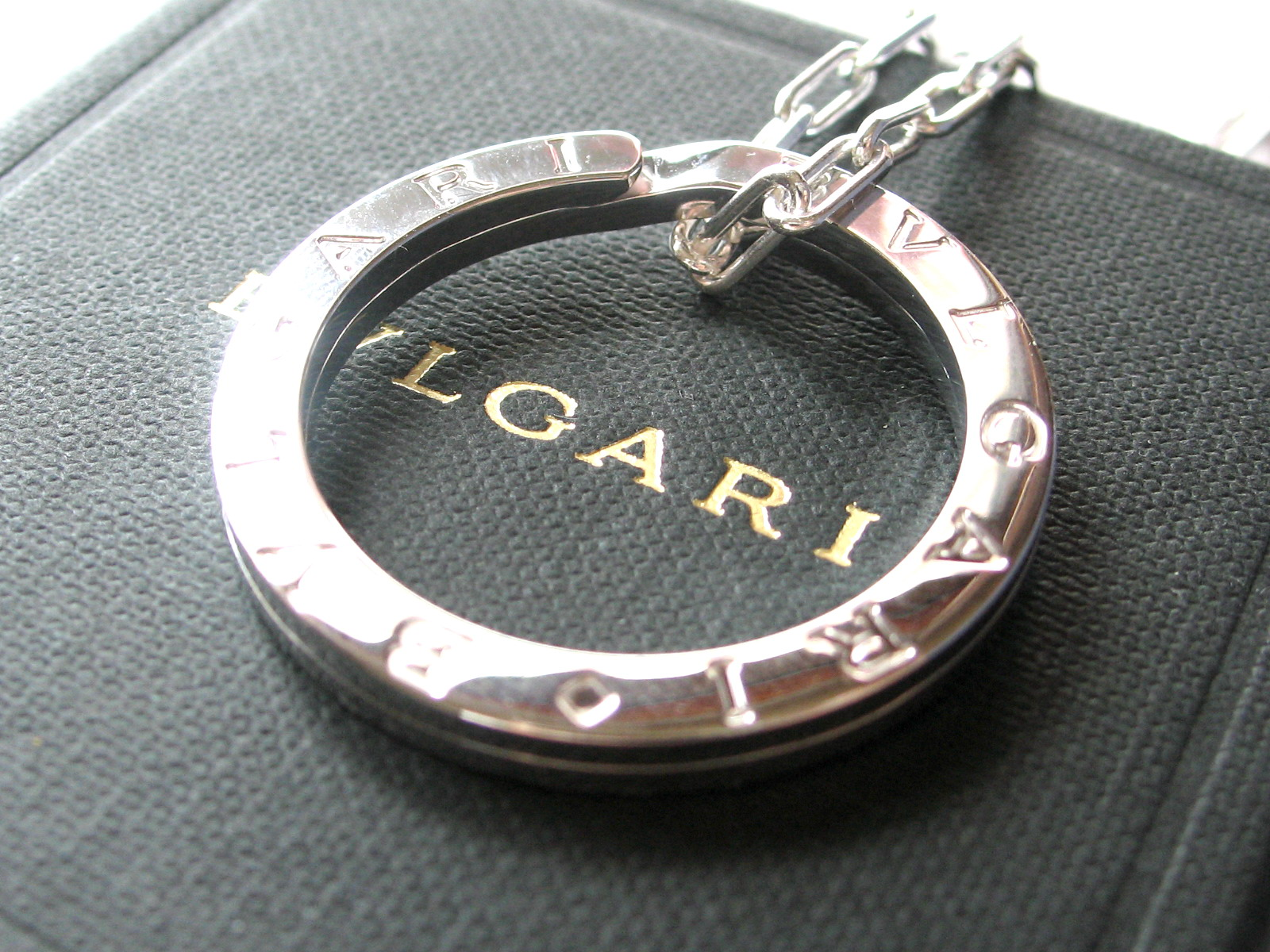
Бренд Bulgari заснував грецький іммігрант до Італії Сотіріо Булгарі

Після Другої світової війни велика кількість греків іммігрувала до закордонних країн, переважно до США, поселення греків на Філіппінах, Канаді, Австралії, Новій Зеландії, Великій Британії, Аргентині, Бразилії, Норвегії, Німеччині, Об'єднаних Арабських Еміратах, та Сінгапур . Однак менша кількість мігрантів-діаспор з Греції потрапила до Італії починаючи з Другої світової війни, на сьогодні громада грецької діаспори налічує близько 30 000 людей, більшість з яких розташовані в Римі та Центральній Італії. 

## Визначні греки в Італії
- Папа Інокентій VIII (1432-1492)
- Франческо Мауроліко, математик і астроном (1494-1575)
- Симоне Стратіго, математик і природничий фахівець (1733–1824)
- Уго Фосколо, письменник, революціонер і поет (1778–1827)
- Історичний живописець Костянтино Бруміді (1805-1880)
- Журналістка і прозаїк Матільда Серао (1856–1927)
- Сотіріос Булгаріс, засновник ювелірних виробів Bvlgari (1857-1932)
- Співак Деметріо Стратос (1945–1979)
- Антонелла Луальді актриса і співачка (1931)
- Актриса Сільви Косчіної (1933)
- Фіорела Косторіс, економіст (1945)
- Актриса Антонели Інтерленгі (1960)
- Анна Канакіс, актриса та модель (1962)
- Актриса Валерія Голіно (1965)
- Віргінія Санджуст ді Теулада, диктор телебачення (1977)
- Ніколас Вапорідіс, актор (1982)
- Актриса К'яра Дженсіні (1982)
- Модель і актриса Ріа Антоніу (1988)
- Учасниця конкурсу краси Вівіана Кампаніле Загоріанакоу (1990)
- Модель Ludovica Caramis (1991)
- Футболіст Костаса Маноласа (1991)